# Gottfried Greiffenhagen
Gottfried Greiffenhagen (* 9. Februar 1935 in Bremen; † 11. Juli 2013 in Gnarrenburg) war ein deutscher Dramaturg.

## Leben und Wirken
Greiffenhagen studierte Jura und absolvierte eine Ausbildung zum Volljuristen mit Promotion. 1966 wurde er am Bremer Theater persönlicher Referent von Kurt Hübner, 1968 ging er als Chefdisponent an die Freie Volksbühne Berlin unter Hansjörg Utzerath. 1969 wechselte er als Dramaturg an das Staatstheater Stuttgart unter Peter Palitzsch.
Von 1971 bis 1977 war Greiffenhagen am Schauspielhaus Bochum Chefdramaturg und Stellvertreter des Intendanten Peter Zadek. Danach war er freiberuflich als Dramaturg, Bearbeiter und Übersetzer tätig. In der Spielzeit 1993/94 wurde er Chefdramaturg am Bayerischen Staatsschauspiel in München.
Greiffenhagen bearbeitete zahlreiche Vorlagen, darunter mit Peter Zadek Hedda Gabler (1979), Baumeister Solness (1983), Jeder stirbt für sich allein (1981), Professor Unrat und Joshua Sobols Ghetto (1984), mit Jürgen Bosse Peer Gynt, mit Niels-Peter Rudolph Der Kirschgarten und Don Carlos, mit Dieter Giesing David Hares Geheime Verführung (1989), die deutsche Erstaufführung von Der Held des Tages von Alan Ayckbourn (1990), mit David Mouchtar-Samorai Luigi Pirandellos Heute wird improvisiert, mit Anselm Weber Don Juan und Faust und Wallenstein sowie mit Daniel Karasek Hans’ Glücklich ist, wer vergisst und Ein idealer Gatte. Weitere Adaptionen waren unter anderem Raymond Chandlers Der lange Abschied, James Baldwins Giovannis Zimmer, Erich Kästners Fabian, Irmgard Keuns Das kunstseidene Mädchen (1995), erneut Peer Gynt (1995/96) und Fräulein Else (1996).
Er selbst schrieb 1997 das musikalische Schauspiel Die Comedian Harmonists, außerdem übersetzte er viele Theaterstücke meist zusammen mit seiner Frau Inge.